# 聖赫勒拿島戴勝
聖赫勒拿島戴勝（学名：Upupa antaios），又名大戴勝，是已滅絕的戴勝，但只有一個不完整的亞化石骨骼。
聖赫勒拿島戴勝是大西洋聖赫勒拿島的特有種。牠們較歐洲及非洲的近親明顯較大，而且不能飛。唯一的骨骼是於1975年由奧爾森（Storrs Olson）所發現，包括鳥喙骨及左大腿骨。牠們滅絕的原因不明，但估計是於1502年發現聖赫勒拿島後不久，受到黑鼠及家貓等掠食者獵殺及失去棲息地而消失。
聖赫勒拿島戴勝主要以大型昆蟲为食。